# 주간고속도로 제71호선
주간고속도로 제71호선(영어: Interstate 71, I-71)은 미국 중부 켄터키주 루이빌(Louisville)과 동부 오하이오주 클리블랜드(Cleveland)를 연결하는 총 연장 553.26km의 고속도로이다. 71호선은 일의 자리 숫자가 1로, 75호선의 일의 자리 숫자인 5보다 작아 75호선의 동쪽을 넘을 수 없도록 규정이 되어있지만 71호선이 75호선과 교차한 후 동쪽으로 놓인 길은 전체 노선의 4분의 3에 해당한다. 또한 71호선의 71은 홀수로 남북노선으로 지정되어있지만 대도시인 루이빌과 신시내티, 클리블랜드를 이어 오하이오주를 가로지르는 동서노선 역할의 비중도 크다.